# Pullach im Isartal
Pullach là một xã ở huyện München, bang Bayern thuộc nước Đức. Ranh giới về phía Đông là sông Isar. Pullach được biết tới nhiều vì cơ sở trung ương của Cơ quan tình báo Liên bang Đức (Bundesnachrichtendienst) nằm ở đây.

### Ranh giới
Các xã lân cận là Grünwald nằm bên bờ kia của sông Isar cũng như Baierbrunn ở phía Nam. Ở phía Bắc Pullach có ranh giới với thành phố München, rõ hơn là vùng Solln và Harlaching. Về phía Tây nó giáp giới với rừng Forstenrieder Park.

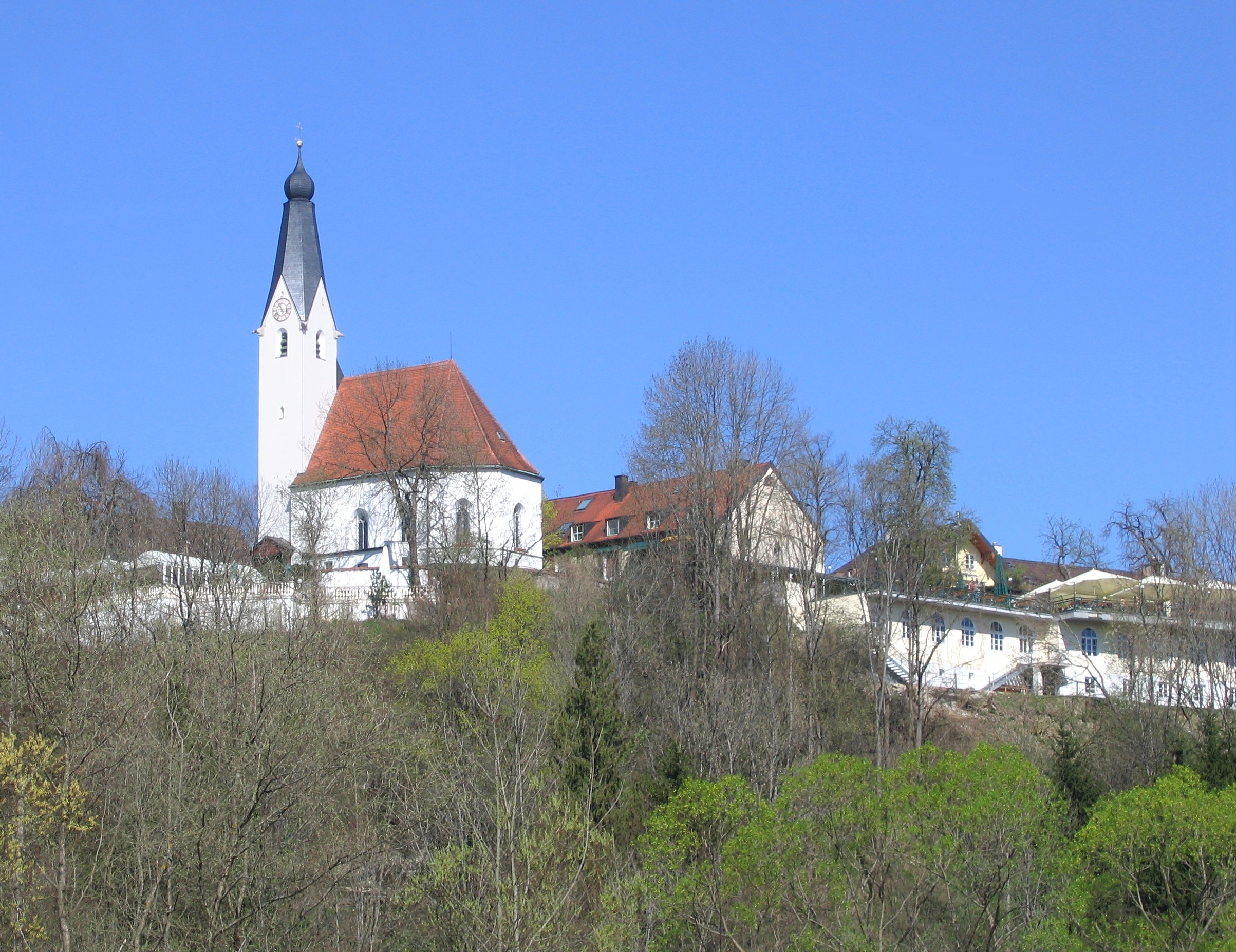
Pullach nhìn từ bờ phía Đông sông Isar

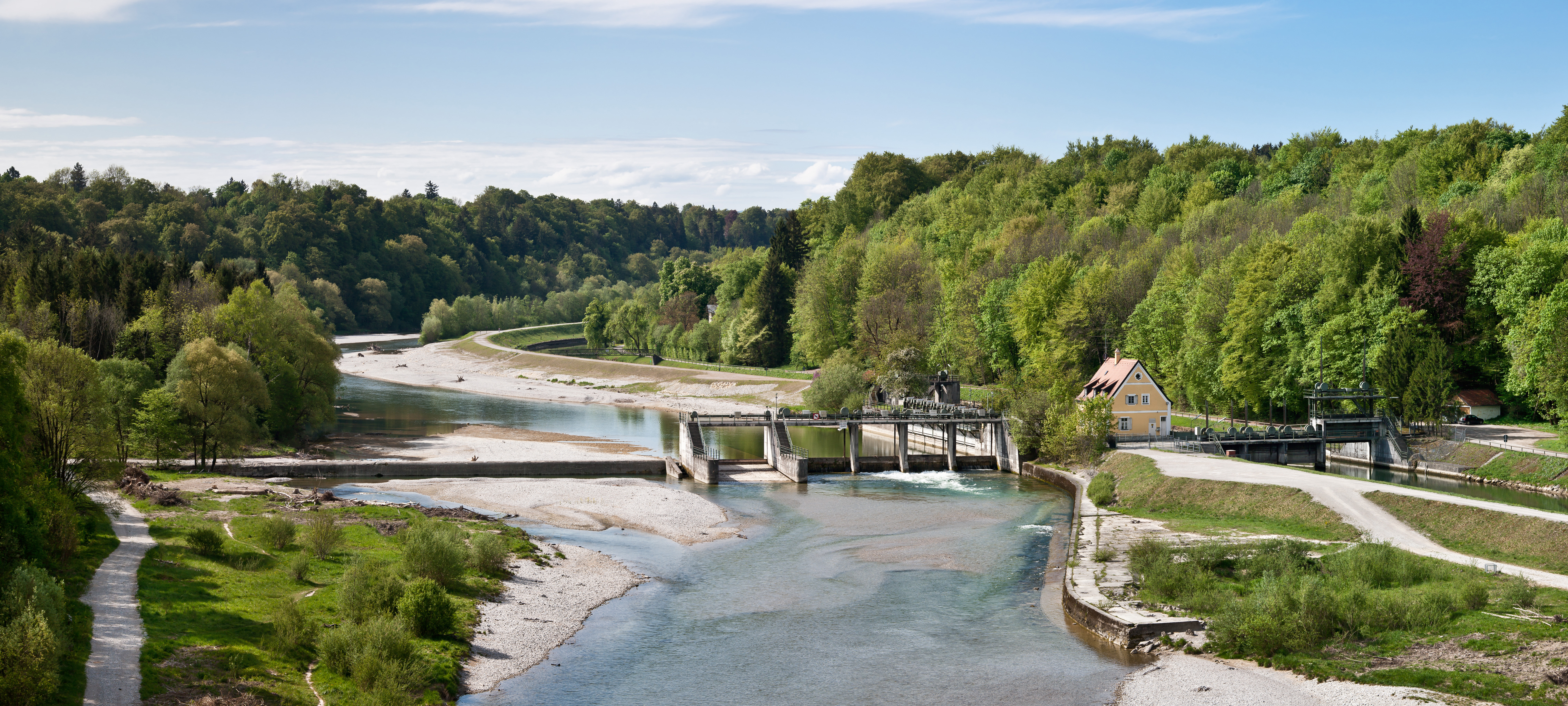
Đập nước Grosshesselohe phía dưới Biergarten Waldwirtschaft

### Cấu trúc xã
Xã Pullach im Isartal chia ra làm 5 làng: Gartenstadt, Großhesselohe, Isarbad, Höllriegelskreuth và Pullach.